# Propietat química
Una propietat química és qualsevol propietat evident durant una reacció química, és a dir, qualsevol qualitat que pot ser establerta solament en canviar la identitat o estructura química d'una substància. En altres paraules, les propietats químiques no es determinen simplement veient o tocant la substància, sinó que l'estructura interna ha de resultar afectada perquè les seves propietats hagin estat modificades. Les propietats químiques poden ser contrastades amb les propietats físiques, les quals es poden discernir sense canviar l'estructura de la substància.
Les propietats químiques poden ser usades per crear classificacions dels elements químics i per la nomenclatura dels compostos químics.